# Лю Ху
Лю Ху (кит.: 劉祜; 94 — 30 квітня 125) — 6-й імператор династії Пізня Хань у 106–125 роках. Храмове ім'я Гун-цзун. Посмертне ім'я Ань-ді.

## Біографія
Походив з імператорського роду Лю. Син Лю Цзіня, князя Цінхе. Спочатку знаходився під опікою батька. У 106 році помирає імператор Хо-ді, владу перебрала на себе його удова Ден. Спочатку вона зробила імператором двоюрідного брата Лю Ху — Лю Луна. А коли останній важко захворів, у 106 році оголосила спадкоємцем трону Лю Ху. Того ж року останній став імператором після смерті свого брата.
Втім новий імператор не мав реальної влади. Фактично керувала державою регентша — імператриця-удовиця Ден. Він поринув у чвари між дружиною-імператрицею Ян та своїми наложницями. В результаті декількох з конкубін було вбито за наказом Ян, яка немала дітей.
Після смерті у 121 році імператриці-регентші Ден кермо влади перебрав на себе Лю Ху. Спочатку він намагався продовжувати попередню політику. Втім швидко змінив думку. Того ж року зазнав репресій рід Ден, а його замінив при владі рід Ян, родичі дружини-імператриці. Їх хабарництво й некомпетентність викликало повстання народу цян. Водночас весь час тривали інтриги проти сина імператора — Лю Бао — щодо усунення його від спадку. У 125 році під час інспекційної поїздки імператор захворів й раптово помер. Скориставшись цим клан Ян оголосив імператором Лю Ї, двоюрідного брата імператора.